# Chlorodynerus xanthus
Chlorodynerus xanthus är en stekelart som först beskrevs av Cameron 1907.  Chlorodynerus xanthus ingår i släktet Chlorodynerus och familjen Eumenidae. Inga underarter finns listade i Catalogue of Life.